# Pedro Oliveira
Pedro Miguel Ferreira de Oliveira (Santo Ildefonso, 30 novembre 1981) è un allenatore di calcio ed ex calciatore portoghese, di ruolo centrocampista, tecnico dell'Under-19 del Famalicão.

## Carriera

### Club
Ha vestito le divise dell'Académica de Coimbra, del Leixões e del Vitória Setúbal nel proprio paese, e del Cluj e dell'UTA Arad nel massimo campionato rumeno.
Nel 2008 giunge in Italia indossando la maglia del Modena con cui disputa 21 partite e segna 4 reti in Serie B.
Nel 2009 scende in Serie C1 nell'Arezzo segnando 2 reti in 25 incontri (inclusi i play-off).
Nell'estate 2010 a seguito dell'estromissione degli amaranto toscani dal calcio professionistico rimane svincolato.
Il 22 dicembre 2010 firma con il Pisa, militante in Prima Divisione.
Rimasto svincolato, ad inizio 2012 torna in patria firmando con il Portimonense.
Al termine della stagione passa ai francesi del Créteil.

### Nazionale
Ha fatto parte della Nazionale portoghese Under 21 con la quale ha partecipato all'Europeo di categoria del 2004 giungendo al terzo posto. In tale manifestazione segnò la rete lusitana nella semifinale contro l'Italia, vinta dagli azzurrini per 3-1.